# Manuel Vong

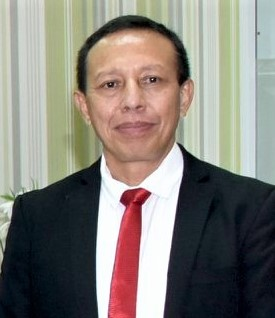
Manuel Vong (2020)

Manuel Florêncio da Canossa Vong (* 7. November 1962 in Dili, Portugiesisch-Timor) Kurzname Lito Vong, ist ein Hochschullehrer und Politiker aus Osttimor.

## Werdegang
Vong stammt aus einer Familie von Bauern. Er hat fünf Brüder und fünf Schwestern. Die Eltern legten Wert auf eine gute Schulbildung. Von 1969 bis 1974 besuchte Manuel Vong die Grundschule der Katholischen Mission, dann ging er von 1974 bis 1975 in Dili zur Schule. Am 7. Dezember landeten die Indonesier in Dili. Vong kehrte 1976 auf seine Schule in Dili zurück und schloss die achte Klasse 1977 ab. Bis 1981 folgte die Prä-Sekundarstufe und 1984 schloss Vong die Sekundarstufe am Colégio de São José ab. 1989 erhielt er einen Bachelor in Öffentlicher Verwaltung an der Akademi Pemerintahan Dalam Negeri (APDN) im indonesischen Banjarbaru (Kalimantan Selatan). Dem folgte 1992 ein Abschluss am Institut Ilmu Pemerintahan in Jakarta in Politikwissenschaften und von 2000 bis 2002 ein Master in Politikwissenschaften an der Gadjah-Mada-Universität in Yogyakarta.
1991/1992 war Vong Chef des Stipendienprogramms für osttimoresische Studenten. Danach war er in Osttimor von März 1993 bis April 1994 Administrator des Subdistrikts Barique/Natarbora und von 1994 bis 1998 Administrator des Subdistrikts Manatuto.
Seit 2002 war Vong Dozent an der Schule für Tourismus und Gastgewerbe des Dili Institute of Technology (DIT) und Manager des DIT, ab 2007 Vizerektor, ab 2009 interner Auditor und seit Januar 2015 Rektor des DIT. 2008 erhielt er ein Diplom von der australischen Victoria University. Von 2010 bis 2014 absolvierte Vong ein Tourismusstudium an der Universität der Algarve in Faro und schloss mit einem Doktortitel ab.
Am 13. Oktober 2017 wurde Vong von Staatspräsident Francisco Guterres zum Tourismusminister in der VII. Regierung Osttimors ernannt und am 17. Oktober vereidigt. Seine Amtszeit als Minister endete mit Antritt der VIII. Regierung Osttimors am 22. Juni 2018.
Am 30. April 2020 wurde Vong von der osttimoresischen Regierung erneut als Minister für Tourismus, Handel und Industrie (MTCI) vorgeschlagen, wurde aber dann am 19. Juni in die Kommission unter Leitung von Rui Augusto Gomes berufen, die Maßnahmen zur wirtschaftlichen Erholung Osttimors nach der COVID-19-Pandemie entwickeln soll. 2021 war Vong Generalkoordinator Osttimors für die EXPO in Dubai.